# Ковальчук Микола Пилипович
Микола Пилипович Ковальчук (нар. 30 жовтня 1947, село Синява, тепер Рокитнянського району Київської області) — український радянський діяч, вчитель Синявської середньої школи Рокитнянського району. Депутат Верховної Ради УРСР 11-го скликання.

## Біографія
Освіта вища. Закінчив Уманський державний педагогічний інститут імені Тичини.
З 1969 року — вчитель Синявської середньої школи Рокитнянського району Київської області.
Проживає в селі Синява Рокитнянського району Київської області.

## Родина
Дружина Марія, двоє дітей — Лариса та Сергій. Внуки: Юлія — має вищу освіту, та Каріна — отримує вищу освіту.

## Нагороди
- ордени
- медалі